# St. Urban (Brevörde)
St. Urban ist die evangelisch-lutherische Kirche von Brevörde im niedersächsischen Landkreis Holzminden. Die Kirchengemeinde gehört dem Kirchenkreis Holzminden-Bodenwerder im Sprengel Hildesheim-Göttingen der Evangelisch-lutherischen Landeskirche Hannovers an.

## Geschichte
Die in der Zeit um 1200 gegründete, dem heiligen Papst Urban I. geweihte Pfarrkirche von Brevörde unterstand in kirchlicher Hinsicht dem Archidiakonat Ohsen im Bistum Minden, während die Vogteigewalt von den Eversteiner Grafen ausgeübt wurde. 1263 wird der Priester Sifridus de Bredenuorde, um 1300 Arnoldus plebanus de Bredenvorde als Pfarrgeistlicher genannt. Seit dem 16. Jahrhundert wurde die Pfarrei mit dem benachbarten Polle vereinigt und der Pfarrsitz an die soeben errichtete dortige Georgskirche verlegt. Vom Gründungsbau dieser Kirche ist vor allem der romanische mit einem Satteldach zwischen Treppengiebeln abgeschlossene Westturm erhalten, und dessen Schallarkaden eingestellte Säulen mit Würfelkapitellen mit Lilien- und Blattornamenten aufweisen. Die kreuzgratgewölbte Turmhalle ist durch eine Bogenöffnung mit dem Kirchenschiff verbunden.
1768 wurde das romanische Schiff durch einen rechteckigen, mit Walmdach geschlossenen barocken Saalbau ersetzt, der in seinem flachgedeckten Innern eine dreiseitig umlaufende Empore enthält. Zur Ausstattung gehört ein barocker Kanzelaltar aus dem 18. Jahrhundert, der 1967/68 renoviert wurde.

## Orgel
Die Brevörder Kirche besitzt eine barocke Orgel mit dreiteiligem Prospekt des späten 17. Jahrhunderts, die 1815 durch Balthasar Conrad Euler aus Gottsbüren aufgestellt und 1862 durch Friedrich Wilhelm Euler um ein Pedal mit drei Registern erweitert wurde. 1941 erfolgte eine Reparatur unter Änderung der Disposition durch Emil Hammer Orgelbau in Hannover, 1985 bis 1986 eine Restaurierung und Rekonstruktion des Pedals durch Martin Haspelmath in Walsrode. Zunächst als das ursprüngliche Rückpositiv einer unbekannten größeren Orgel des Einbecker Orgelbauers Andreas Schweimb aus dem südniedersächsischen Raum angesehen, konnte inzwischen eine Herkunft aus der Marienkirche in Höxter wahrscheinlich gemacht und die Autorschaft von Andreas Schweimb gesichert werden. Die Orgel besitzt heute die folgende Disposition:
| I Hauptwerk CD–d3 |                |       |
| 1.                | Principal      | 8′    |
| 2.                | Gedackt        | 8′    |
| 3.                | Viola da Gamba | 8′    |
| 4.                | Octave         | 4′    |
| 5.                | Rohrflöte      | 4′    |
| 6.                | Floite duis    | 4′    |
| 7.                | Quinte         | 3′    |
| 8.                | Waldflöte      | 2′    |
| 9.                | Mixtur IV      | 1 ⁄3′ |
| 10.               | Trompete       | 8′    |

| Pedal C–d1 |           |     |
| 11.        | Subbass   | 16′ |
| 12.        | Octavbass | 8′  |
| 13.        | Violon    | 8′  |

- Koppel: I/P

## Glocken
Im Kirchturm mit quadratischen Grundriss befinden sich zwei Läuteglocken aus Bronze: Die größere wurde 1952 von Friedrich Wilhelm Schilling, Heidelberg, gegossen und ist auf fis’ gestimmt, die kleinere stammt von einem unbekannten Gießer aus dem Jahr 1466 und klingt auf a’.